# Тальби, Монтассар
Монтассар Омар Тальби (фр. Montassar Omar Talbi; род. 26 мая 1998, Париж) — французский и тунисский футболист, защитник клуба «Лорьян» и сборной Туниса.

## Клубная карьера
Тальби — воспитанник французских клубов «Париж» и «Ле-Лила». В 2010 году он вернулся на историческую родину, где присоединился к молодёжной команде «Эсперанса». 2 апреля 2017 года в матче против «Сфаксьена» он дебютировал в чемпионате Туниса. В 2017 году Тальби помог клубу выиграть Арабскую лигу чемпионов. 21 января 2018 года в поединке против «Бен-Гардана» Монтассар забил свой первый гол за «Эсперанс». В том же году он стал чемпионом Туниса. Летом Тальби перешёл в турецкий «Ризеспор». 21 января 2019 года в матче против «Касымпаши» он дебютировал в турецкой Суперлиге. 6 февраля 2021 года в поединке против «Аланьяспора» Монтассар забил свой первый гол за «Ризеспор».
Летом 2021 года Тальби перешёл в итальянский «Беневенто», подписав трёхлетний контракт с клубом.
9 августа 2021 года Тальби пополнил состав клуба РПЛ «Рубин». 27 августа в матче против «Краснодара» он дебютировал в РПЛ.
18 июля 2022 года Тальби подписал пятилетний контракт с французским клубом «Лорьян».

## Карьера в сборной
28 марта 2021 года в матче отборочного турнира Кубка Африки 2021 против сборной Экваториальной Гвинеи Тальби дебютировал за сборную Туниса.
В 2022 году Тальби принял участие в Кубке Африки в Камеруне. На турнире он сыграл в матчах против команд Мали, Мавритании, Гамбии и Нигерии.

## Достижения
Командные
«Эсперанс»
- Победитель чемпионата Туниса — 2017/18
- Победитель Арабской лиги чемпионов — 2017